# 여자 멀리뛰기 대한민국 기록 추이
여자 멀리뛰기 대한민국 기록 추이는 다음과 같다.
| # | 기록  | 바람 | 차이     | 선수   | 소속     | 날짜         | 대회명                                                              | 개최지          | 경기장           | 주석 및 기타                      | 동영상 |
|   | 5m 55 |      |          | 한죽희 | 한국전력 | 1964. 05. 10 | 전국 육상 선수권 대회 겸 동경 올림픽 파견 육상 선수 제3차 선발 대회 | 대한민국 서울   | 효창운동장       | 종전 5.45 김미영 5미터 81cm       |        |
|   | 6m 01 |      | + 11cm * | 이순천 | 부산체고 | 1981. 08. 16 | 서울 국제 주니어 오픈 육상 대회                                     | 대한민국 서울   | 서울운동장       | 1위. 종전 5m 90 78년 종별 이정연, |        |
|   | 6m 11 |      | +        | 김미숙 | 이화여대 | 1985. 04. 27 | 85 육상 시즌 오픈 기록회                                            | 대한민국 서울   | 서울 운동장      | 종전 6.06                         |        |
|   | 6m 27 |      | + 16cm   | 김미숙 | 이화여대 | 1985. 5. 11  | 제14회 전국종별육상경기선수권대회                                   | 대한민국 서울   | 동대문운동장     | [ 5 ]                             |        |
|   | 6m 29 |      | + 02cm   | 임숙현 | 서울체고 | 1991. 06. 08 | 제45회 전국 육상 선수권 대회                                        | 대한민국 서울   | 올림픽 주경기장  | 종전 46초 94(베이징 아시안 게임)  |        |
|   | 6m 38 |      | + 04cm   | 김수연 | 울산시청 | 2004. 10. 09 | 제85회 전국 체육 대회                                               | 대한민국 청주시 | 청주 종합 운동장 | 종전 6.35 3년 전                  |        |
|   | 6m 53 |      | + 01cm   | 김수연 | 안동시청 | 2006. 05. 25 | 제60회전국육상경기선수권대회                                        | 대한민국 공주시 | 공주종합운동장   |                                   |        |
|   | 6m 55 |      | + 02cm   | 정순옥 | 안동시청 | 2006. 09. 28 | 2006 대구 국제 육상 경기 대회                                       | 대한민국 대구   | 대구 스타디움    | 2차 시기                          |        |
|   | 6m 68 |      | + 13cm   | 정순옥 | 안동시청 | 2006. 09. 28 | 2006 대구 국제 육상 경기 대회                                       | 대한민국 대구   | 대구 스타디움    | 4차 시기                          |        |
|   | 6m 76 |      | + 08cm   | 정순옥 | 안동시청 | 2009. 06. 04 | 제63회 전국 육상 경기 선수권 대회                                   | 대한민국 대구   | 대구 스타디움    | 4차 시기                          |        |

## 같이 보기
- 여자 멀리뛰기 세계 기록 추이
- 남자 멀리뛰기 대한민국 기록 추이
- 남자 멀리뛰기 세계 기록 추이